# Tabitha Chawinga
Tabitha Chawinga (sinh ngày 22 tháng 5 năm 1996) là nữ cầu thủ bóng đá người Malawi chơi cho đội Giang Tô Tô Ninh tại giải Chinese Women's Super League.

## Thơ ấu
Sinh ra ở Malawi, Chawinga là con thứ ba trong số 5 người con. Cô bắt đầu chơi bóng từ năm 5 tuổi và chơi với con trai đến năm 13 tuổi khi bắt đầu chơi cho câu lạc bộ nữ DD Sunshine.

## Sự nghiệp

### Krokom/Dvärsätts IF, 2014
18 tuổi, Chawinga chơi cho câu lạc bộ hạng ba Thụy Điển Krokom/Dvärsätts IF, nơi cô nhận được chiếc giày vàng của giải đấu sau khi ghi 39 bàn sau 18 trận. Cô là cầu thủ bóng đá nữ đầu tiên từ Malawi chơi cho một câu lạc bộ châu Âu.

### Kvarnsvedens IK, 2015–2017
Chawinga gia giập đội Kvarnsvedens IK chơi cho giải Elitettan của Thụy Điển năm 2015. Trong lần ra mắt đầu tiên cho câu lạc bộ, cô đã ghi một cú đúp trong chiến thắng 4-0 trước Linköpings FC. Câu lạc bộ đã kết thúc ở vị trí đầu tiên trong toàn mùa giải với thành tích 21–3–2. Chawinga là cầu thủ ghi bàn hàng đầu của giải đấu với 43 bàn thắng - nhiều hơn 14 bàn so với cầu thủ ghi bàn cao nhất tiếp theo. Vị trí đầu tiên của câu lạc bộ đã bảo đảm cho họ thăng hạng lên Damallsvenskan cho mùa giải 2016.
Trong mùa giải 2016, Chawinga là cầu thủ ghi bàn cao thứ ba trong giải đấu với 15 bàn thắng.
Năm 2017, cô kết thúc mùa giải với tư cách là cầu thủ ghi bàn hàng đầu của giải đấu với 26 bàn thắng , despite her club's relegation from the Swedish top flight at the end of the season.

### Giang Tô Tô Ninh, 2018–nay
Sau khi thành công ở Thụy Điển, Chawinga đã nhận được sự quan tâm từ nhiều câu lạc bộ hàng đầu ở nước ngoài  và cuối cùng đã ký về đội Giang Tô Tô Ninh
, theo báo cáo với một khoản phí chuyển nhượng kỷ lục trong bóng đá nữ Thụy Điển. Vào ngày 6 tháng 5 năm 2018, cô ấy đã ghi được bàn thắng trong trận ra mắt toàn thời gian trước Shanghai.

## Danh dự và giải thưởng
Đội
- Elitettan winner: 2015[14]

Cá nhân
- Elitettan top scorer: 2015[2]
- Damallsvenskan top scorer: 2017[8]